# Ű
Az Ű egy betű a magyar ábécében. Az Ű az Ǘ betűből alakult ki.
A magyar nyelvben az Ü betű hosszú "párjának" számít.
A magyar ábécé 38. betűje.
Az ISO 9 romanizációban (átírásban) is használják, a "Ӳ" cirill betű átírásaként.